# 高地與群島大學
高地與群島大學（英語：University of the Highlands and Islands）是一座在蘇格蘭高地和群島地區由13所研究機構共同組建的聯合學校。行政辦公室在印威內斯。

## 歷史
高地與群島大學是蘇格蘭最新的大學， 下共13個學院和研究機構。
2001年4月，蘇格蘭議會授予該大學高等教育機構之地位，現提供大學級課程。2008年以前其文憑由公開大學、斯特拉斯克萊德大學和阿伯丁大學提供，當年高地與群島大學獲得英國樞密院授予的學位頒發許可。 2011年2月獲得大學地位，更現名。

## 外部連結
- University of the Highlands and Islands （页面存档备份，存于）
- Inverness Campus Website （页面存档备份，存于）
- List of UHI learning centres
- UHI prospectus